# جوديث أندرسون
جوديث أندرسون (بالإنجليزية: Judith Anderson)‏ (و. 1897 – 1992 م) هي ممثلة مسرحية، وممثلة أفلام، من أستراليا، ولدت في أديليد، توفيت في سانتا باربارا، كاليفورنيا، عن عمر يناهز 95 عاماً، بسبب ذات الرئة.

## جوائز وترشيحات
حصلت على جوائز منها:
- جائزة توني لأفضل ممثلة مسرحية [الإنجليزية]‏ (1948)
- وسام أستراليا.

ترشحت لـ:
- جائزة توني لأفضل ممثلة بارزة في مسرحية [الإنجليزية]‏ (1982)
- جائزة الأوسكار لأفضل ممثلة مساعدة، عن عمل: ريبيكا (1940).

## وصلات خارجية
- جوديث أندرسون على موقع IMDb (الإنجليزية)
- جوديث أندرسون على موقع الموسوعة البريطانية (الإنجليزية)
- جوديث أندرسون على موقع ألو سيني (الفرنسية)
- جوديث أندرسون على موقع تيرنر كلاسيك موفيز (الإنجليزية)
- جوديث أندرسون على موقع أول موفي (الإنجليزية)
- جوديث أندرسون على موقع قاعدة بيانات برودواي على الإنترنت (الإنجليزية)
- جوديث أندرسون على موقع قاعدة بيانات الأفلام السويدية (السويدية)
- جوديث أندرسون على موقع إن إن دي بي (الإنجليزية)
- جوديث أندرسون على موقع قاعدة بيانات الفيلم (الإنجليزية)
- جوديث أندرسون على موقع كينوبويسك (الروسية)